# Alumni Cantabrigienses
Alumni Cantabrigienses: A Biographical List of All Known Students, Graduates and Holders of Office at the University of Cambridge, from the Earliest Times to 1900 es un registro biográfico de antiguos miembros de la Universidad de Cambridge editado por John Venn y su hijo John Archibald Venn (1883–1958) y publicado por Cambridge University Press en diez volúmenes entre 1922 y 1953. Están cubiertas más de 130 000 personas, con detalles biográficos más extensos para los matriculados con posterioridad a 1751.

## Historia de la publicación
John Venn, profesor y luego presidente de Caius College, comenzó este enorme proyecto después de completar un registro biográfico de los miembros de su propio colegio. La parte I de Alumni Cantabrigienses, en cuatro volúmenes, cubre a quienes se matricularon en Cambridge hasta 1751. Aunque la publicación se retrasó por la Primera Guerra Mundial, Venn vivió para ver publicados los dos primeros volúmenes de la parte I antes de su muerte en 1923. Fueron una colaboración entre Venn y su hijo, J. A. Venn, profesor y (desde 1932) presidente de Queens' College: Alumni Cantabrigienses fue continuado por J. A. Venn y fue «el trabajo en que se ocupó durante la mayor parte de su vida». Con el apoyo de los síndicos de Cambridge University Press, Venn vio pasar por la imprenta los dos volúmenes restantes de la parte I y (de 1940 a 1954) los seis volúmenes que comprenden la parte II, cubriendo las matrículas de 1752–1900.
Más allá de los detalles de la progresión de un individuo en la Universidad de Cambridge, la información proporcionada en Alumni Cantabrigienses puede incluir: fechas y lugar de nacimiento y muerte; los nombres de los padres, hermanos y cónyuges; escolaridad, ocupación y logros notables; y referencias a fuentes citadas. Los Venn compilaron su obra de los registros de la universidad (registros de matrícula y listas de grado), fuentes escritas y archivos que incluyen registros de admisión universitaria, registros episcopales, cuentas de colegio, colecciones genealógicas y documentos en las oficinas de registros públicos. Para matrículas previas a 1500, su trabajo ha sido remplazado por el de Alfred Brotherston Emden, pero «el grueso de la obra [...] no ha sido igualado y mucho menos superado», y la compilación ha sido reeditada en facsímil dos veces. Un proyecto en curso en la Universidad de Cambridge es la integración de Alumni Cantabrigienses con material de Emden, registros de colegios femeninos (los miembros de los colegios Girton y Newnham no dieron membresía universitaria completa hasta 1947) y otras fuentes —que ascienden a más de 20 000 tarjetas de adiciones y correcciones de errores— que será publicado en línea como una base de datos.

## Volúmenes
Parte I. Desde los primeros tiempos hasta 1751.
- Vol. i. Abbas – Cutts, 1922.
- Vol. ii. Dabbs – Juxton, 1922.
- Vol. iii. Kaile – Ryves, 1924.
- Vol. iv. Saal – Zuinglius, 1927.

Parte II. 1752–1900.
- Vol. i. Abbey – Challis, 1940.
- Vol. ii. Chalmers – Fytche, 1944.
- Vol. iii. Gabb – Justamond, 1947.
- Vol. iv. Kahlenberg – Oyler, 1947.
- Vol. v. Pace – Spyers, 1953.
- Vol. vi. Square – Zupitza, 1954.